# West of Hot Dog
West of Hot Dog er en amerikansk stumfilm fra 1924 instrueret af Joe Rock og Scott Pembroke.

## Medvirkende
- Stan Laurel som Stan
- Julie Leonard som Mustard
- Lew Meehan som Mike